# Emil Rausch
Emil Ferdinand Gustav Rausch (Berlino, 11 settembre 1883 – Berlino Ovest, 14 dicembre 1954) è stato un nuotatore tedesco.
Partecipò alle gare di nuoto della III Olimpiade di St. Louis del 1904 e vinse tre medaglie, di cui due d'oro.
Vinse la gara delle 880 iarde stile libero, nuotando in 13'11"4m e del miglio stile libero, fermando il cronometro a 27'18"2. Conquistò anche la medaglia di bronzo nelle 220 iarde stile libero, in 2'56"0, dietro a Charlie Daniels e a Frank Gailey.
Due anni dopo, durante i Giochi olimpici intermedi, le vinse una medaglia d'argento nella staffetta 4x250m stile libero, con la squadra tedesca, composta anche da Ernst Bahnmeyer, Max Pape e Oscar Schiele, con un tempo totale di 17'16"2, battuti solo dalla squadra ungherese e arrivò quinto nella gara del miglio stile libero, nuotando in 32'40"6, cinque minuti in più rispetto al tempo delle Olimpiadi del 1904.